# 1083
Évszázadok: 10. század – 11. század – 12. század
Évtizedek: 1030-as évek – 1040-es évek – 1050-es évek – 1060-as évek – 1070-es évek – 1080-as évek – 1090-es évek – 1100-as évek – 1110-es évek – 1120-as évek – 1130-as évek
Évek: 1078 – 1079 – 1080 – 1081 –  1082 – 1083 – 1084 – 1085 – 1086 – 1087 – 1088

## Események
- június – IV. Henrik ostrom alá veszi Rómát, a pápa az Angyalvárba zárkózik.
- augusztus 20. – I. László király Székesfehérvárott szentté avattatja I. István királyt és Gellért püspököt, ez alkalomból kiengedi börtönéből Salamon királyt, aki IV. Henrik német-római császárhoz megy Regensburgba.
- november 4. – Imre királyi herceg szentté avatása Székesfehérvárott

## Születések
- december 1. – Komnéna Anna bizánci történetíró († 1153)

## Halálozások
- november 2. ‑ Flandriai Matilda, I. Vilmos angol király felesége (* ?)

## Európai időjárás
Meleg, száraz tavasz és nyár német földön.